# Dia Mundial de la Propietat Intel·lectual
El Dia Mundial de la Propietat Intel·lectual és un dia internacional que se celebra anualment cada 26 d'abril, des que l'Assemblea General de les Nacions Unides el va declarar l'any 2000 com a tal.
La celebració del 26 d'abril com a 'Dia Mundial de la Propietat Intel·lectual' preten visibilitzar la funció que exerceixen els drets de propietat intel·lectual (PI) en el foment de la innovació i la creativitat. La data del 26 d'abril es va escollir per ser el dia en què va entrar en vigor, el 1970, el Conveni de l'Organització Mundial de la Propietat Intel·lectual (OMPI).

## Controvèrsies
La propietat intel·lectual és un concepte que també genera controvèrsies. En aquest sentit, diverses organitzacions aprofiten el 'Dia Mundial de la Propietat Intel·lectual' per cridar l'atenció sobre els efectes socials negatius de promoure una celebració d'aquesta naturalesa. La necessitat de modificar les lleis, flexibilitzar-les i promoure més limitacions i excepcions al sistema de drets d'autor també formen part de l'agenda dels que proposen discutir la celebració d'aquesta jornada. Richard Stallman, un dels hackers més crítics del concepte de propietat intel·lectual, va fer una crida el 2011 a celebrar el 26 d'abril com el 'dia mundial per compartir arxius' (filesharing, en anglès).